# Remparts de Copenhague

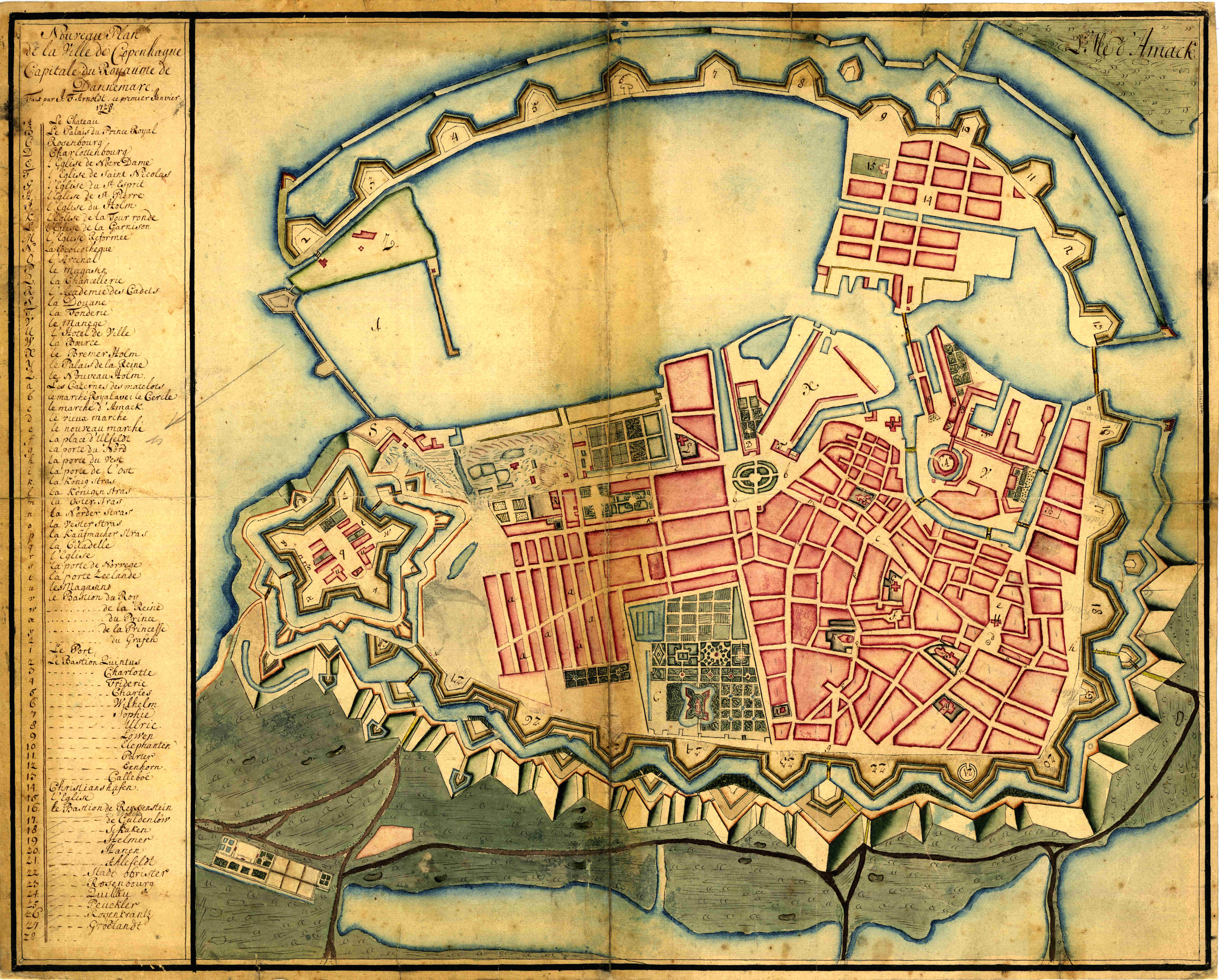
Plan des anciens remparts de Copenhague.

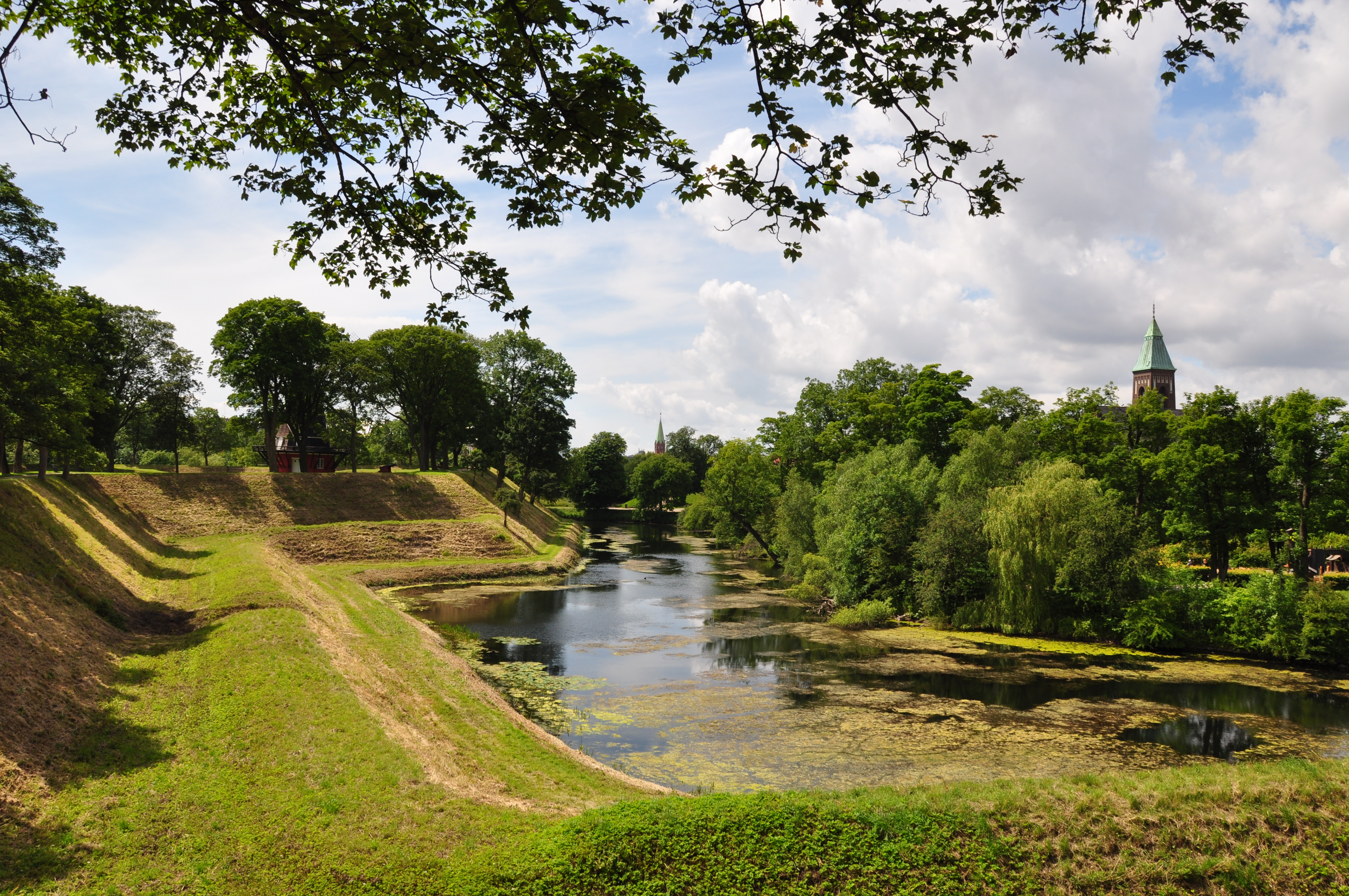
Anciennes douves transformées en étang.

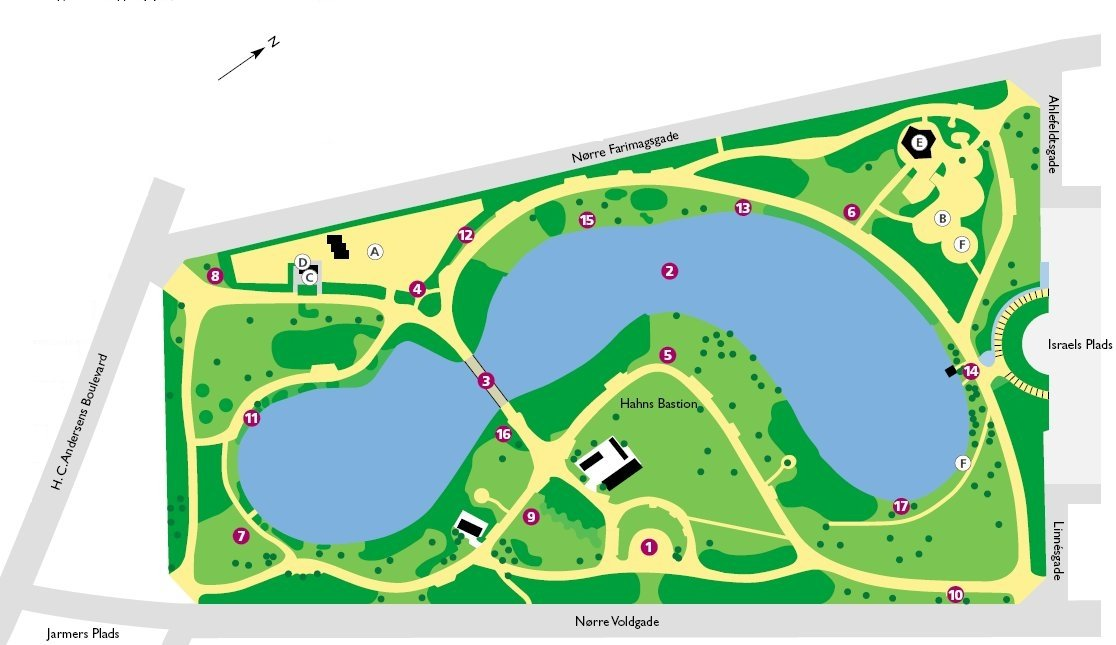
Anciennes douves transformées en étangs au parc d'Ørstedsparken.

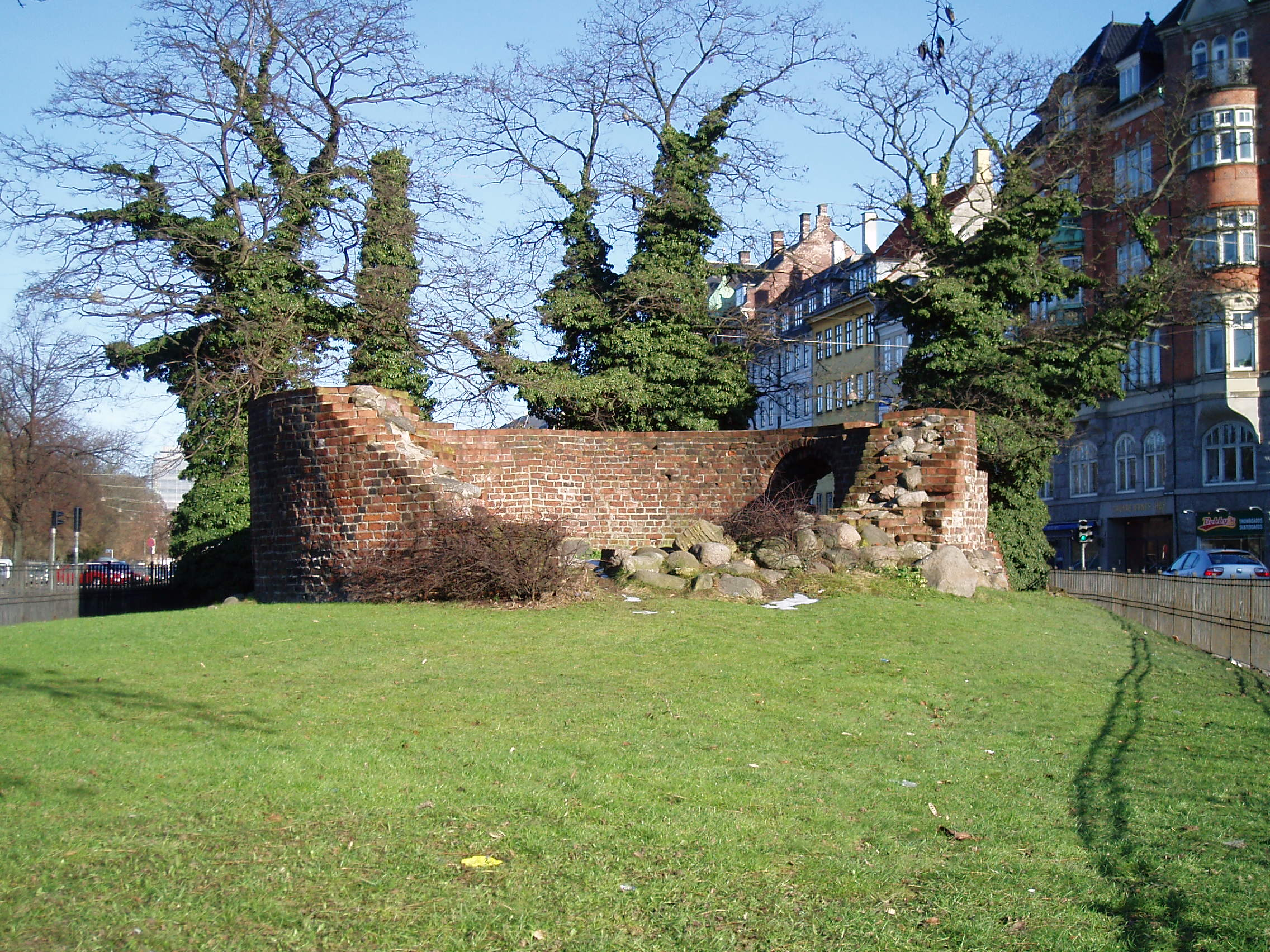
La tour Jarmers à Copenhague.

Les remparts de Copenhague constituaient jusqu'au début du XIXe siècle les anciennes fortifications de la capitale du Danemark. Démantelés dans la seconde moitié du XIXe siècle, ils ont laissé place à des places publiques (comme Rådhuspladsen), des parcs et des jardins publics agrémentés de plusieurs lacs et d'étangs formant une ceinture verte autour du centre-ville historique de Indre By à Copenhague, ainsi qu'à de larges boulevards tel que le boulevard H.C. Andersens.

## Histoire
Les remparts de Copenhague furent construits au XVIIe siècle, sous les ordres du roi Christian IV de Danemark. Cette ligne de défenses consistait en une succession de bastions, remparts, formant une citadelle à partir de son point central le Kastellet de Copenhague. Une levée fut édifiée à partir du bras de mer de Peblinge Sø afin de l'endiguer et renforcer ainsi les défenses de Copenhague en créant une succession de lacs formant le Søerne.
Lors de la bataille de Copenhague en 1807, au cours de laquelle la flotte britannique bombarda la marine de guerre danoise ainsi que la capitale, une partie des bastions, tout comme le reste de la ville, furent gravement endommagés par les bombardements anglais.
En 1848, lors de la Première guerre de Schleswig, aucune attaque allemande vint s'affronter aux fortifications de Copenhague.
Par suite de l'inutilité de ces remparts, le roi Christian VIII de Danemark créa une commission sur le devenir de ces fortifications. Deux ans plus tard, la dite commission proposa le démantèlement de ces remparts.
Entre 1856 et 1858, les portes des enceintes fortifiées la ville furent détruites. En 1868, débuta le démantèlement des vieux remparts. Ce fut un projet de longue haleine qui durera jusqu'au début du XXe siècle. Seuls les vestiges de la tour Jarmers furent sauvés de la destruction et s'élèvent toujours au carrefour des deux grandes artères de Copenhague, le boulevard H.C. Andersens et Nørre Voldgade.
Pendant ce même temps, la capitale danoise se dota de nouvelles défenses, notamment par l'édification de deux îles artificielles, Middelgrundsfortet et Flakfortet, situées dans l'Øresund en face de Copenhague. Fut édifié également la forteresse maritime de Trekroner à l'entrée du port de Copenhague au nord de la capitale danoise. À la suite de la Première Guerre mondiale, la vocation militaire de l'édifice disparait presque totalement.
Les douves furent réaménagées en étangs et lacs comme ceux situés dans le parc d'Ørstedsparken.

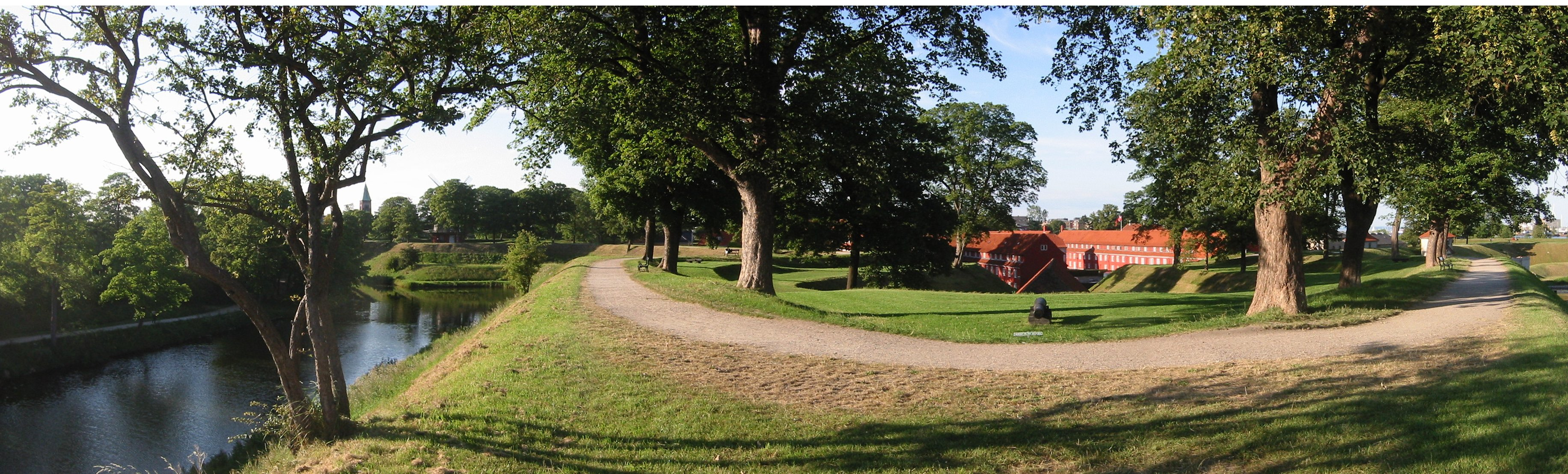
L'ancienne citadelle du Kastellet et ses remparts réaménagés en promenade.